# Jan Diddens
Jan Philippe Diddens (* 14. September 1906 in Mechelen; † 31. Juli 1972) war ein belgischer Fußballspieler.

## Laufbahn
Jan Diddens spielte während seiner gesamten Seniorenlaufbahn ausnahmslos für seinen Heimatverein Racing Club de Malines, der später in KRC Mechelen umbenannt wurde. 1929 und 1930 wurde er mit dieser Mannschaft jeweils Dritter in der ersten Division Belgiens.
Ab 1926 kam der Angreifer auch in der belgischen Nationalmannschaft zum Einsatz. 1928 nahm er mit der Auswahl an den Olympischen Sommerspielen in Amsterdam teil. Die Belgier gewannen im Achtelfinale gegen Luxemburg mit 5:3 und unterlagen Argentinien im Viertelfinale mit 3:6. Diddens wirkte in beiden Partien mit, blieb aber ohne Treffer und konnte folglich das frühe Ausscheiden nicht verhindern.
Zwei Jahre später wurde er in den belgischen Kader bei der ersten Weltmeisterschaft in Uruguay berufen. Belgien verlor die Gruppenspiele gegen die Vereinigten Staaten mit 0:3 und gegen Paraguay mit 0:1. In beiden Partien stand Diddens in der Startaufstellung. Nach diesem Turnier wurde er nicht mehr für die Nationalmannschaft nominiert.